# Sancho de Zamora

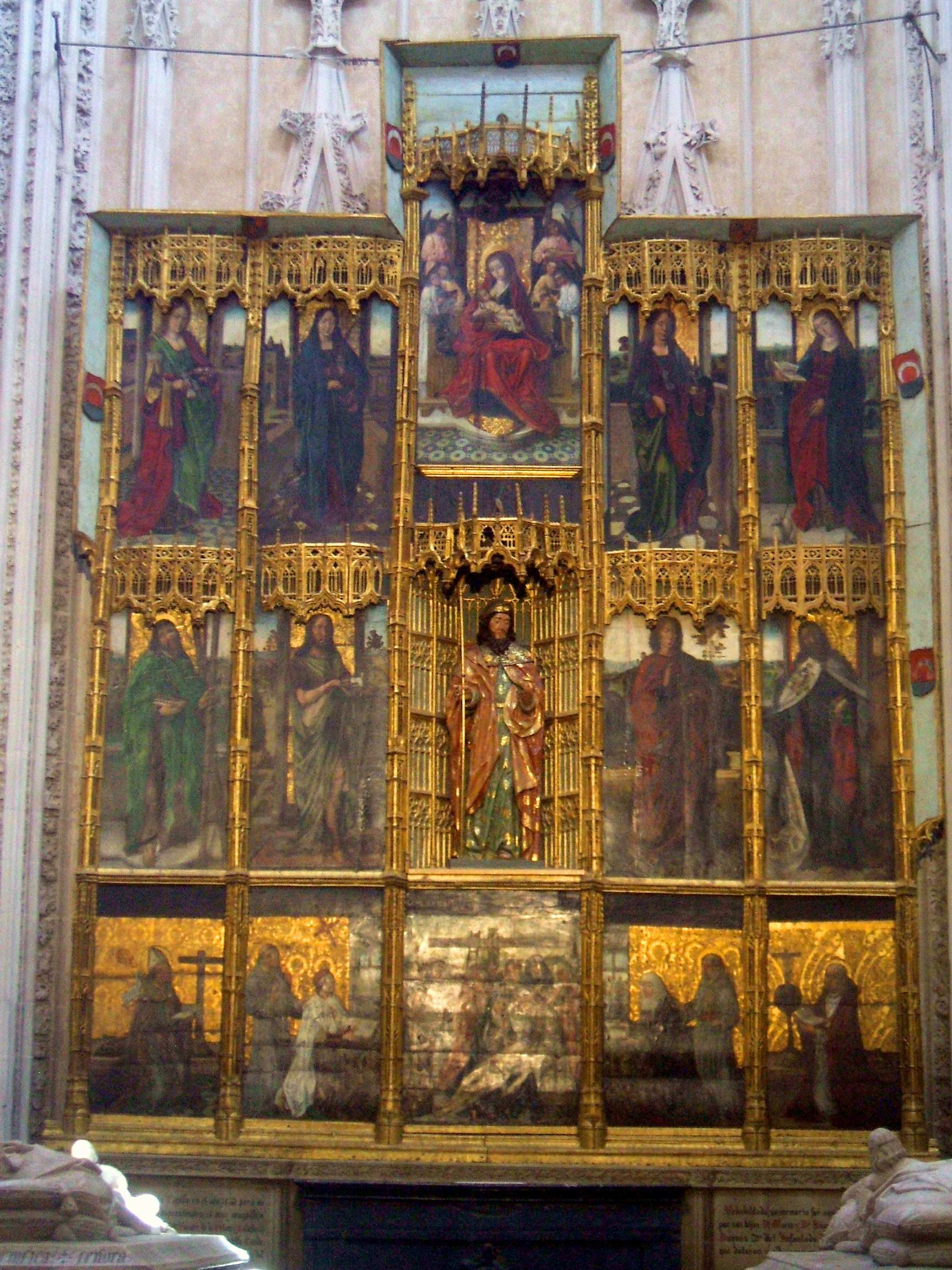
Retablo de don Álvaro de Luna en la capilla de Santiago de la catedral de Toledo, contratado en 1488 por Sancho de Zamora.

Sancho de Zamora  (fl. 1488)  fue un pintor hispanoflamenco activo en Toledo y Guadalajara al servicio de los Mendoza.

## Retablo de la capilla de don Álvaro de Luna en la catedral de Toledo
El 21 de diciembre de 1488 contrató el retablo de la capilla de Santiago de la catedral de Toledo con María de Luna, II duquesa del Infantado e hija del condestable de Castilla don Álvaro de Luna, maestre de Santiago y fundador de la capilla, muerto en el cadalso en 1453. Por dicho contrato, en el que se decía vecino de Guadalajara, Sancho de Zamora, en su nombre y en representación de Pedro de Gumiel y de Juan Rodríguez de Segovia, se comprometía a pintarlo «de pinsel... [y] finos colores labrados a óleo» conforme a las «muy gentiles ordenanças del arte nuevo»,  sin duda el flamenco, y tenerlo acabado en el plazo de un año, para la Navidad de 1489, por valor de ciento cinco mil maravedíes.
El retablo consta de cinco calles y dos cuerpos, más la predela o banco en cuyo centro se encuentra una tabla de la Lamentación sobre el cuerpo de Cristo muerto flanqueada por dos tablas con los retratos orantes del condestable y de su mujer, Juana Pimentel, con los santos Francisco de Asís y Antonio de Padua como sus protectores, y en los extremos san Buenaventura y santo Tomás Becket. En las calles de los cuerpos altos, cuatro santos y cuatro santas de pintura flanquean la talla del santo titular, con una tabla de la Virgen de la Leche en el remate. No se conservan otras obras firmadas o documentadas ni de Sancho de Zamora ni de Juan Rodríguez de Segovia, por lo que no es posible determinar la parte que correspondió a cada uno de ellos en el retablo, pero ya en 1955 José Gudiol Ricart propuso identificar al maestro de los Luna con Juan Rodríguez de Segovia, habida cuenta de su documentada intervención entre 1484 y 1485 en labores decorativas desaparecidas en el palacio del Infantado, al tiempo que identificaba a Sancho de Zamora con el maestro de San Ildefonso de Chandler R. Post, a quien habrían correspondido las tablas de santos del cuerpo del retablo, las de mayor calidad.
La identificación con el maestro de San Ildefonso, autor de las tablas de San Luis de Tolosa y San Atanasio del Museo Nacional de Escultura, ambos como obispos ricamente vestidos de pontifical, equivalía a la «aportación de la escuela toledana al estilo de las escuelas castellanas del norte». Tal identificación ha sido sin embargo rechazada, entre otros, por Pilar Silva Maroto, que encuentra en las pinturas atribuidas a Sancho Zamora en el retablo de don Álvaro de Luna rasgos estilísticos afines a Fernando Gallego en los tipos femeninos y a Jorge Inglés, en las posiciones forzadas y la gesticulación de las manos, así como un interés por el paisaje poco frecuente en la pintura hispanoflamenca castellana.